# گواردان رای شارما
گواردان رای شارما (انگلیسی: G. R. Sharma; ۱ ژانویهٔ ۱۹۱۹ – ۱ ژانویهٔ ۱۹۸۶) انسان‌شناس، مؤلف (پدیدآور)، باستان‌شناس، و مورخ بود.